# Феодорит Кольский
Феодори́т Ко́льский (1481, Ростов — 17 августа 1571, Соловецкий монастырь) — архимандрит Русской церкви, просветитель лопарей (саамов). Прославлен в лике преподобных. Стал первым составителем письменности для саамов и первым переводчиком богослужебных текстов на саамский язык. Почитается в соборе Кольских, Вологодских, Соловецких, Новгородских святых.
Сведения о жизни преподобного Феодорита известны из жития, написанного его духовным сыном князем Курбским, включённого им в «Историю о великом князе Московском». «Соловецкий патерик» лишь цитирует Курбского, ничего не добавляя к «Житию» старца. Сведения, приведённые князем, подтверждены другими историческими документами и, таким образом, подтверждена достоверность приведенных им сведений.

## Жизнеописание
Преподобный Феодорит родился в Ростове в 1481 году. Нельзя с определённостью сказать, где святой получил своё хорошее образование (хорошо знал богословие и греческий). митрополит Митрофан (Баданин) предполагает, что это мог быть ростовский монастырь во имя святителя Григория Богослова, где ранее обучался его земляк просветитель зырян Стефан Пермский. Однако в книге о Варлааме Керетском он упоминает Шуереченский скит, как «центр русской книжности»: «Именно здесь он (Феодорит) и другие юные монахи и послушники формировались как книжники и богословы…».
С 12 лет подвизался в Соловецкой обители переписчиком книг. Примерно в 1494 году Феодорит поступил в послушание к старцу Зосиме в пу́стыне на реке Шуя, где в течение 15 лет постигал основы монашеской жизни. В 1509 году Феодорит архиепископом Новгородским Серапионом был поставлен иеродиаконом. Прожив после этого некоторое время в скиту Зосимы, он отправляется в странствие по монастырям. Он посещает преподобного Александра Свирского и заволжских старцев. Незадолго до смерти Зосима призвал своего ученика, и Феодорит поспешил на Шую. После смерти своего духовного отца Феодорит удалился для уединённого жительства к необитаемому тогда устью Колы. Здесь он встретил отшельника по имени Митрофан, прожившего в этих лесах около пяти лет (по всей видимости, речь идёт о Трифоне Печенгском), построил келью и начал свои монашеские подвиги.
Вскоре пустынник Феодорит начал миссионерскую деятельность среди лопарей: летом — в становищах рек Ваенги и Туломы, зимой — среди тех лопарей, которые приходили к реке Коле для сезонной охоты. К 1531 году в районе первоначальной кельи просветителя возник погост православных лопарей и построено две церкви — Благовещенская и Никольская, ставшие началом будущего города Колы.
Несмотря на яростное противодействие местных колдунов-нойдов, проповедь миссионеров привела к обращению части местного населения в христианство. Успехи проповеди вызвали необходимость церковного строительства, священников для окормления вновь обращённой лопи. В 1530 году Феодорит и Митрофан отправляются в Новгород к архиепископу Макарию. Миссионеры возвращаются на Север со строителями для строительства церквей. Вместе с ними от новгородского архиепископа идёт иеромонах Илия, который должен освятить вновь построенные храмы. В 1532 году Феодорит с иеромонахом Илиёй освятили церкви на Ниве, Поное, Коле и Печенге.
В 1533 году Феодорит ушёл в Великий Новгород для рукоположения в сан священника. В 1534 году он был рукоположён во иеромонаха и стал духовником новгородского архиепископа Макария, будущего митрополита Московского.
После рукоположения Феодорит отправился не на Север, а в Белозерский край. Какое-то время он провёл в Кирило-Белозерском монастыре. В конце 1530-х годов жил четыре года в Белозерской Порфириевой пустыне. По всей видимости, именно здесь он занимался составлением письменности для саамов и переводом c церковнославянского на саамский язык богослужебных текстов. За основу созданной им письменности была, вероятно, взята письменность, созданная в 1372 году для пермского (древнезырянского) языка святителем Стефаном Пермским (около 1340/1345—1396) на основе кириллицы и так называемых «пасов» (родовых значков). Здесь, в Порфириевой пустыне он сблизился со старцем Артемием и другими видными представителями нестяжателей «второй волны».
Около 1540 года Феодорит с богатыми дарами и в сопровождении других монахов вернулся на Колу, где основал общежительный Троицкий Усть-Кольский монастырь. Братию монастыря пополнили и новообращённые лопари. В этот период он крестил более двух тысяч лопарей. Однако в 1548 году братия обители изгнала настоятеля из-за «слишком жёсткого» устава. Вскоре, по церковному преданию (на это нет архивных источников), подвижником был основан Кандалакшский монастырь, в котором он игуменствовал с 1548 по 1551 годы.
В 1551 году по ходатайству Артемия, ставшего к тому времени игуменом Троице-Сергиевого монастыря, Феодорит был поставлен игуменом Спасо-Евфимиева монастыря в Суздале. Здесь он проявил себя как ревнитель благочестия и строгого монастырского устава. Однако его деятельность вызвала недовольство как среди монашеской братии этого богатого и влиятельного монастыря, так и суздальского епископа Афанасия (Палецкого), которого он прямо обличал в сребролюбии и пьянстве. На соборе 1554 года, где он выступал свидетелем по делу Артемия, своими противниками был «уличён» в дружбе с Артемием и обвинён в ереси. Однако еретичность ни Артемия, ни, тем более, Феодорита доказать не удалось. Артемий был всё же осужден собором за иные вины и сослан в Соловецкий монастырь под строгий надзор игумена. Феодорит же упоминается в монастырских документах как игумен и после собора вплоть до октября 1554 года. Уже после собора стараниями суздальского епископа Феодорит был сослан в Кирило-Белозерский монастырь, где ранее игуменствовал Афанасий. Лишь заступничеством митрополита Макария преподобный был освобождён из заточения. После этого какое-то время Феодорит провёл в ярославском Спасо-Преображенском монастыре.
В январе 1557 года преподобный был направлен в Константинополь, чтобы добиться от восточных патриархов признания царского титула, принятого Иваном Грозным в 1547 году. Кроме этого поручения, ему были даны тайные инструкции и поручения, связанные с выяснением общей политической обстановкой в Османской империи. В своей поездке, которая длилась почти год, он посетил Афон и Иерусалим. Поручение было выполнено блестяще, и царь, желая оказать милость своему искусному дипломату, предложил ему щедрые дары и церковную власть, какую святой захочет. Отказавшись от всех соблазнов, святой отвечал: «Одного прошу — да с покоем и со безмолвием в келье до исшествия моего да пребуду». После этого путешествия Феодорит поселился в Вологодском Спасо-Прилуцком монастыре, откуда неоднократно ездил к крещённым им лопарям, на реку Колу.
В 1562 году в связи с бегством князя Курбского в Литву Феодорит был подвергнут допросу. «В описи царского архива XVI века указаны „речи старца от Спаса из Ярославля, попа чёрного, отца духовного Курбского“».
Некоторые сведения о последних годах жизни преподобного содержатся в «Сообщении о земле Лопии» голландского купца Симона ван Салингена, который сообщает о своей беседе с «русским философом» в 1568 году. Своего собеседника голландец называет Feodor Zidenowa, но текст оставляет мало сомнений, что речь идёт именно о преподобном Феодорите: «Он написал историю Карелии и Лапландии, а также осмелился составить письменность для карельского языка, на котором никогда ни один человек не писал. Так, он показывал мне алфавит и рукопись, „Символ Веры“, „Отче наш“, а также изложение им самим испытанного». Согласно этому сообщению преподобный Феодорит написал историю Карелии и Лапландии, а также записки о своей жизни, которые до наших дней не дошли.
Незадолго до своей смерти Феодорит удалился на Соловки, где мирно скончался 17 августа 1571 года и был погребён у южной стены Спасо-Преображенского собора.

## Канонизация и почитание

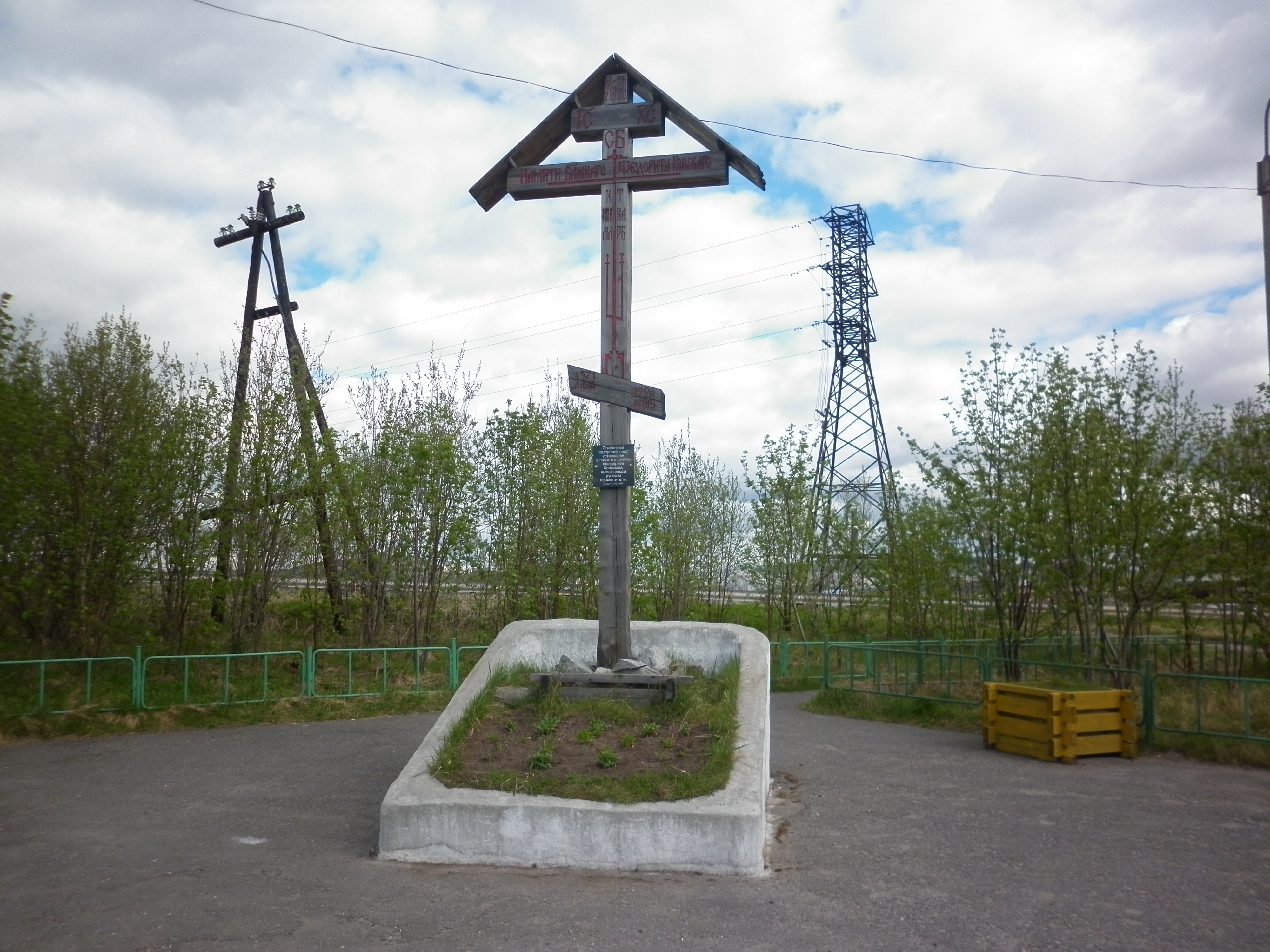
Крест в память о Святом Феодорите Кольском.

Уже при жизни Феодорит прославился многими чудесами. В рукописях ходят народные канон, акафист и молитвы чудотворцу, спорные как по содержанию, так и по своим литературным достоинствам.
Впрочем, за прошедшие четыре столетия с момента его смерти так и не был прославлен и в Святцах не упоминался. Причиной такого забвения славных деяний великого подвижника явилось то, что Феодорит, вместе с другими «заволжскими старцами» после Соборов 1553—1554 годов оказался в опале. Потому, несмотря на очевидную высоту духовной жизни старца и его миссионерские подвиги, титла святости он так и не сподобился, хотя к концу XIX века уже упоминался как «блаженный».
30 августа 2002 года в церкви Благовещения Пресвятой Богородицы, что в городе Коле, состоялось местноепархиальное прославление святого Феодорита Кольского, просветителя лопарей, в лике преподобного.
Память совершается в Соборе Кольских святых — 15 (28) декабря и местно — в день смерти — 17 (30) августа. Служба совершается по Общей Минее в соединении со службой Попразднества Успения Пресвятой Богородицы (без чина погребения Богородицы).
Существует деревянная церковь на подворье Трифоново-Печенгского монастыря в Мурманске, домовая церковь в Североморске и одна часовня во имя преподобного Феодорита. Стараниями епископа Митрофана (Баданина) были составлены житие, тропарь и кондак преподобного Феодорита Кольского.
В 2019—2020 годах в Кандалакше население участвовало в сборе средств на возведение в городе памятника Феодориту Кольскому. 29 августа 2021 года памятник Феодориту Кольскому был торжественно открыт на главной площади города. Мероприятие прошло в рамках празднования 450-летия со дня кончины преподобного, память которого отмечается 30 августа. Автор памятника — заслуженный художник России, академик Российской академии художеств скульптор Сергей Исаков.